# Hispaniolasiska
Hispaniolasiska (Spinus dominicensis) är en fågel i familjen finkar inom ordningen tättingar.

## Utseende och läte
Hane hispaniolasiska är unikt färgad med grön ovansida, gul undersida, svart på huvudet och en tjock ljus näbb. Honan liknar hona och icke-häckande hane av byvävare, en introducerad art på Hispaniola, men denna är tydligt större, har tydligt ljust ögonbrynsstreck, mörk näbb och skära ben. Bland lätena hörs ett "jut-jut", ett gällt och strävt "zzhhreeeee" samt ett insektsliknande stigande "zzzzzzzzzt".

## Utbredning och systematik
Fågeln förekommer i tallskogar i bergstrakter på Hispaniola. Den behandlas som monotypisk, det vill säga att den inte delas in i några underarter.

### Släktestillhörighet
Hispaniolasiskan placerades tidigare i det stora släktet Carduelis, men genetiska studier visar att det är kraftigt parafyletiskt och att typarten steglitsen snarare är närmare släkt med vissa arter i Serinus. Numera bryts därför hispaniolasiskan liksom övriga amerikanska siskor samt den europeiska och asiatiska grönsiskan ut ur Carduelis och placeras tillsammans med den asiatiska himalayasiskan (tidigare i Serinus) istället till släktet Spinus.

## Levnadssätt
Hispaniolasiskan är en flocklevande, fröätande fågel som hittas i torra och buskrika tallskogar. Den kan också besöka odlingsbygd.

## Status
Trots det begränsade utbredningsområdet och att den tros minska i antal anses beståndet vara livskraftigt av internationella naturvårdsunionen IUCN. 

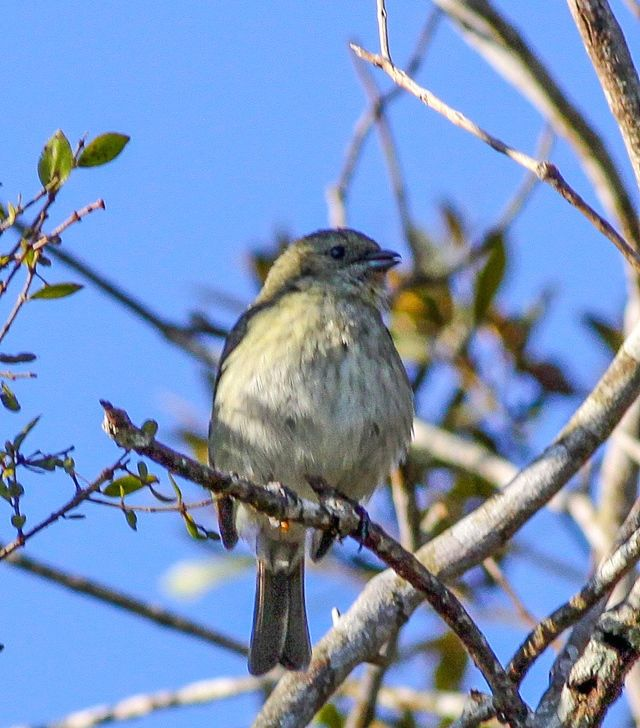